# Пунта-Сардина (маяк)
Маяк Пунта-Сардина (исп. Faro de Punta Sardina) — действующий маяк на северо-западе канарского острова Гран-Канария. Он расположен к северу от небольшого городка Сардина, в муниципалитете Гальдар.

## История
Это второй маяк, построенный на скалистом мысе Пунта-Сардина. Первый был построен в 1891 году как часть первого плана обеспечения безопасности судоходства возле Канарских островов. Первый маяк эксплуатировался до сноса в 1980-х годах.
Новый маяк был построен в 1985 году. Он представляет собой башню цилиндрической формы высотой 24 метра, белого цвета с четырьмя красными кольцевыми полосами. Фокусная высота маяка 47 метров над уровнем моря, видимость 20 морских миль. Световая характеристика огня белого цвета — группо-проблесковый, 4 вспышки с интервалом двадцать секунд.
Маяк находится в ведении администрации порта провинции Лас-Пальмас. Он зарегистрирован под международным номером Адмиралтейства D2816 и имеет идентификатор NGA 113-23928.